# Flarkbergtjärnen
Flarkbergtjärnen är en sjö i Bodens kommun i Norrbotten och ingår i Alåns huvudavrinningsområde.